# Monastère de Densatil
«  Densa Thil » redirige ici. Pour les autres significations, voir Densa et Thil.
Le monastère de Densatil ou Densathil (tibétain : གདན་ས་མཐིལ, Wylie : gDan-sa-mthil ; chinois : 丹萨替寺 ; pinyin : dānsàtì sì), aujourd’hui en ruines, fut bâti en 1192 ou 1198 dans l’actuel village de Rigang (日岗村), canton de jiang (江乡), xian de Sangri, Préfecture de Shannan, Région autonome du Tibet, aux confins du District de Nêdong, à l’emplacement où le maître Kagyu Phagmo Drupa s’était installé en 1158. Le site surplombe une étroite vallée couverte de genévriers et de rhododendrons au nord du Yarlung Tsangpo. Tombé aux mains du clan Lang au XIIIe siècle, le monastère bénéficia de leur domination sur le Tibet central (dynastie Phagmodrupa) et devint à partir du milieu du XIVe siècle l’un des plus somptueux du pays, décoré sous la direction d’artisans newars. Bien qu’inscrit en 1962 sur la liste du patrimoine protégé de la région autonome du Tibet[citation nécessaire], il fut presque entièrement détruit et pillé durant la révolution culturelle. Après des rénovations, il est en activité aujourd'hui. Il reste comme témoignage de son état ancien les descriptions de Sarat Chandra Das et de Giuseppe Tucci, ainsi que les photos prises par Pietro Francesco Mele en 1948. De nombreuses sculptures en métal présentées comme provenant de Densatil sont proposés par les antiquaires, mais cette attribution n’est pas toujours vérifiable.

## Aperçu historique
Après la mort de Phagmo Drupa en 1170, un bref conflit a lieu pour sa succession entre deux disciples : Taklung Thangpa Tashi Pal (en) (1142-1210) fondateur de la lignée Taklung Kagyu (en) et Jigten Sumgön (en) (1143 — 1217), fondateur de la lignée Drikung Kagyu. Ce dernier devient le premier abbé du monastère, puis laisse le poste à son disciple Chenga Drakpa Jungne (1175–1255) issu du puissant clan Lang (rLang). Ce clan conservera la direction du monastère qui passera d’oncle à neveu. Chenga Drakpa Jungne rejoint en 1235 le monastère de Drikung dont dépendait alors Densatil. Mais peu après, les Mongols qui fonderont la dynastie Yuan en Chine imposent leur contrôle au Tibet. Le chef du clan Lang est nommé tripon/myriarche de Nédong, titre mongol attribué aux potentats locaux, tandis qu’un conflit nait entre deux factions du clan à propos du contrôle de Densatil. L’une des factions requiert l’aide des alliés Drikungpas, alors que l’autre s’en va chercher appui chez les Sakyapas à qui les Mongols viennent de confier la régence du Tibet. Densatil se trouve donc partiellement à l’origine de la « guerre entre Drikung et Sakya » qui culmine avec l’incendie du monastère de Drikung en 1290.
Au milieu du XIVe siècle, le myriarche Lang de Nêdong Changchub Gyaltsen (1302-1364) prend le contrôle du Tibet central, c’est le début de la période dite Phagmodrupa. Un monastère est bâti par les Lang à Tsetang près de leur dzong de Nêdong. Spécialisé dans les enseignements exotériques, il deviendra un important centre académique et sera absorbé par les gelugpas au XVIIIe siècle. Le monastère de Densatil, richement décoré sous la direction d’artisans newars, se spécialise dans les enseignements ésotériques et devient le site abritant les stupas et reliquaires des gongma (rois) du clan Lang. Il demeure en l’état même après l’effacement du clan ; au XIXe siècle, Sarat Chandra Das témoigne de son bon entretien. Il est finalement presque entièrement détruit et pillé pendant la révolution culturelle (1966-1976),,,.
Le monastère est aujourd'hui en activité.

## Art de Densatil
La partie la plus richement décorée du monastère était le Tsuglag Khang Marpo (la « cathédrale rouge »), chapelle principale, qui portait des pendants d’or au bord du toit et au plafond. Il abritait dix-huit stupas contenant les reliques de Phagmo Drupa et des souverains Lang, contenues dans des reliquaires en argent. Certains stupas, probablement au nombre de huit, étaient particulièrement décorés. Il s’agissait de stupas-tashigomang, un type commémorant le premier sermon du Bouddha, décoré de nombreuses effigies de divinités (au moins 2 200),. De nos jours, les murs rouges, brisés, subsistent.